# Kartoffeldeutsche

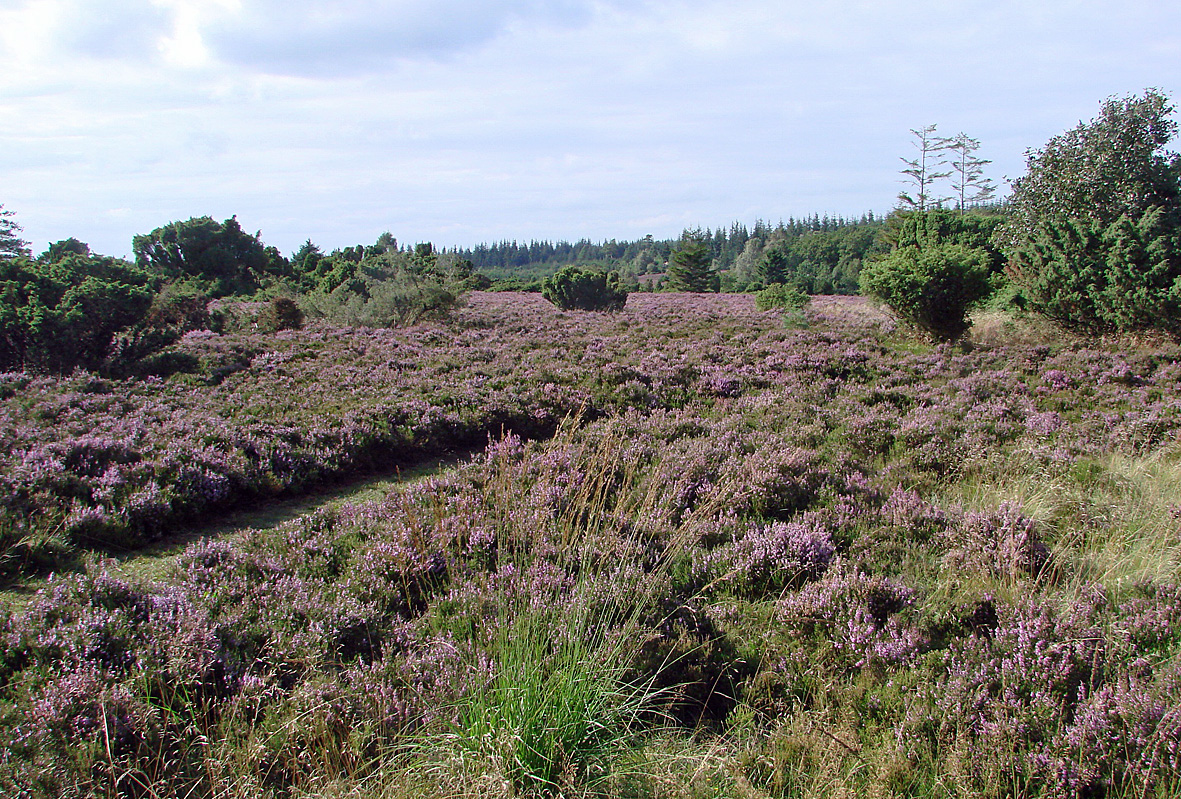
Die Lynghede bei Vrads, südlich von Silkeborg (Dänemark)

Kartoffeldeutsche (dänisch: Kartoffeltyskerne) ist die Bezeichnung für die im dänischen Süd- und Mitteljütland eingewanderten deutschstämmigen Familien. Sie kamen zwischen 1759 und 1762 auf Einladung des dänischen Königs aus Baden, Württemberg, der Pfalz und aus Hessen in die jütländischen Heidelandschaften; sie sollten diese urbar machen und kultivieren.

## Geschichte

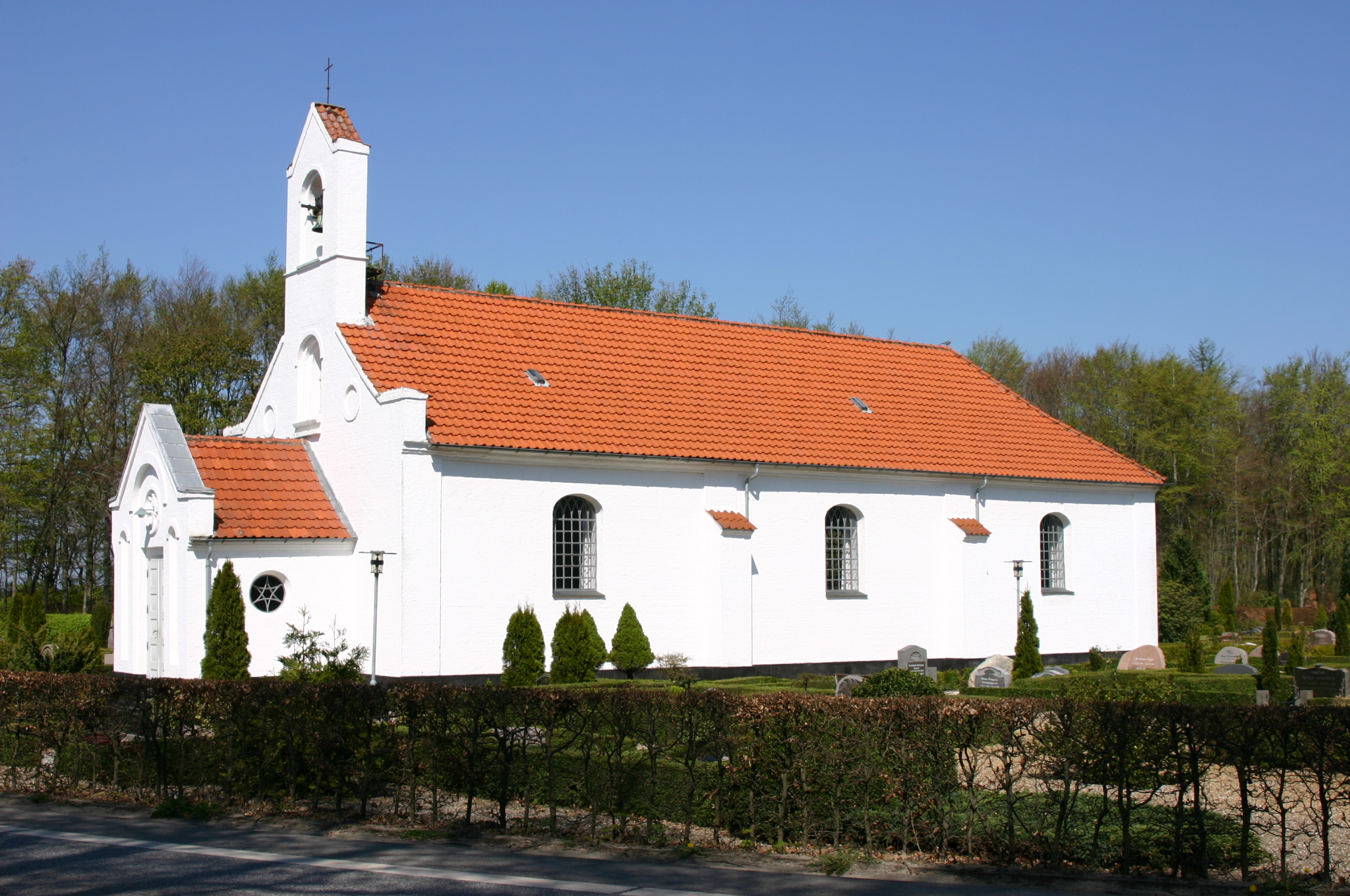
Kirche in Frederiks (erbaut 1766)

Im 18. Jahrhundert bestanden Jütland und Schleswig-Holstein aus ungefähr einer Million Hektar Heidelandschaft. Der dänische König Friedrich V. (1723–1766) hatte um 1740 in Jütland brachliegende Heidelandschaften erworben und verstaatlicht, er war nun bestrebt, diese in fruchtbares Ackerland umzuwandeln (Heidekolonisation). Bei den zukünftigen Ackergebieten handelte es sich insbesondere um die Gegend um Alheden bei Viborg und Randbøl Hede bei Billund. Er versprach den angeworbenen deutschen Bauern und Abenteurern eigenen Grund und Boden, sie durften Haustiere halten und erhielten eine Art von Aussteuer. Er stellte sie für 20 Jahre vom Militärdienst frei und garantierte ihnen ein steuerfreies Leben. Den zukünftigen Kolonisten, sie wurden auch als „Pfälzer“ bezeichnet, wurde zugesichert, ihre eigene Sprache und ihr Brauchtum pflegen zu können. Diese Privilegien schürten bei der angestammten Bevölkerung von Mittel- und Südjütland Unzufriedenheit. 
1764 bekamen die Kolonisten für das von ihnen bewirtschaftete Land Pachtverträge. 1852 wurden die Pachtverträge aufgehoben und das Land teilweise für einen symbolischen Preis an die Siedler verkauft. Südlich der Karuper Heide wurde in Frederiks (benannt nach König Friedrich V.) im Jahre 1766 eine Kirche für die deutschen Einwanderer errichtet, in der bis 1870 noch in deutscher Sprache gepredigt wurde. Aus Anlass des 200. Jubiläums (1959) setzte die Gemeinde Frederiks an der Kirche einen Gedenkstein zur Erinnerung an die ersten deutschen Einwanderer.
Auch weiter südlich, im Herzogtum Schleswig, wurde eine entsprechende Heide- und Moorkolonisation durchgeführt. Hier trug die Ankunft der Neusiedler dazu bei, dass sich Deutsch zunehmend auch in ländlichen Gebieten als Umgangssprache durchzusetzen begann.

## Ansiedlungsgebiete

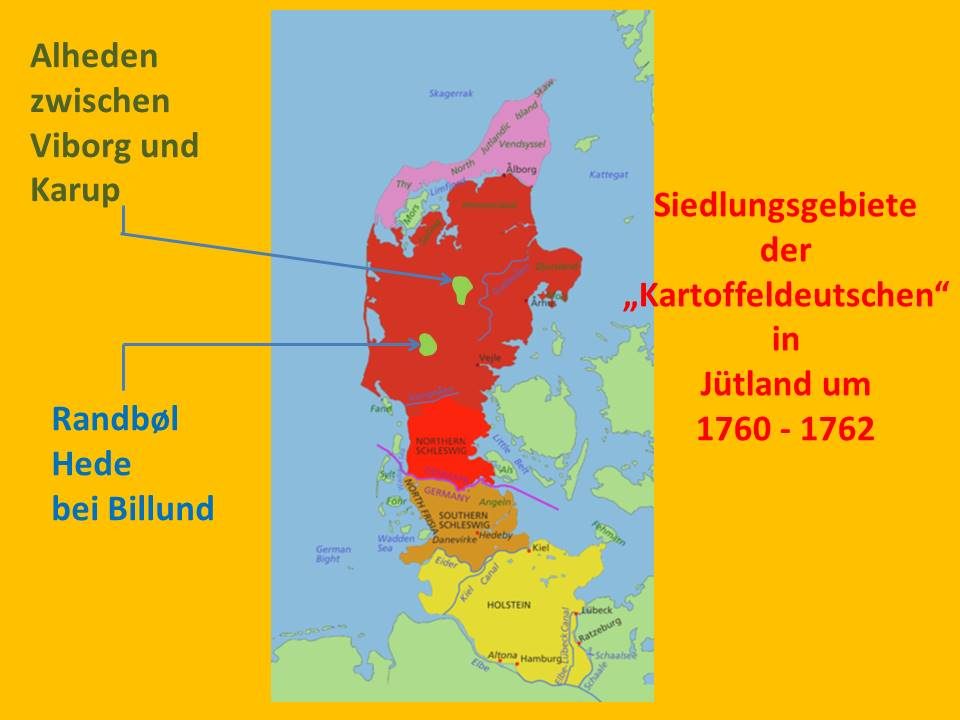
Ansiedlungsgebiete deutscher Einwanderer in Jütland

Die ersten deutschen Einwanderer kamen 1759 nach Alheden. Hier ist die östlich gelegene Heidelandschaft in Mitteljütland, an ihrem westlichen Rand liegt die Kleinstadt Karup und im südlichen Grenzgebiet Frederiks. In der Mitte der Landschaft liegt heute der „Kongenshus Mindepark“, eine Erinnerungsstätte an die Urbarmachung der Heideflächen. Bei Karup liegt die NATO-Base Karup, das noch verbliebene Heidegebiet wird teilweise als Truppenübungsplatz genutzt, die nächste größere Stadt ist Viborg. In Alheden wurden 2 Kolonien mit 30 Doppelhöfen errichtet.
Ein weiteres Ansiedlungsgebiet war die südwestlich von Randbøl gelegene Randbøl Heide (Randbøl Hede), sie umfasst etwa 750 Hektar, zur Zeit der Einwanderer, um etwa 1761/62, war sie königliches Eigentum. Am nördlichen Heiderand liegt heute die Stadt Billund mit ihrem Flughafen, dem Dreh- und Angelpunkt für den europaweiten Flugbetrieb.

## Die Kartoffeldeutschen

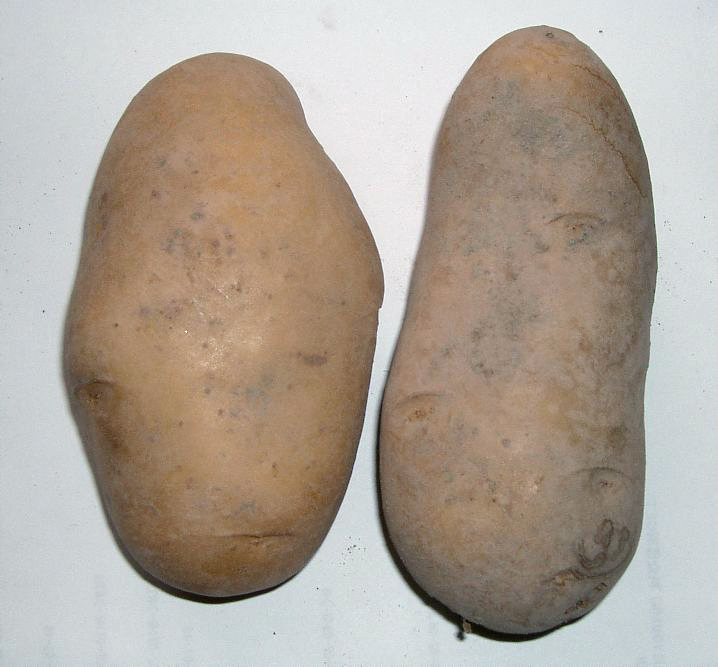
Kartoffelknolle

Die Bezeichnung „Kartoffeltyskerne“ (die „Kartoffeldeutschen“), die keine herabsetzende Bedeutung innehatte, leitet sich von der Tatsache ab, dass die deutschen Einwanderer die Kartoffel als Lebensmittel einführten. Als weitere Gemüsearten brachten sie Weißkohl, Rotkohl und Karotten mit. Die dänische Bevölkerung betrachtete die Kartoffel zu dieser Zeit als Viehfutter.
Verteilt auf die beiden Ansiedlungsgebiete kamen 265 Familien mit 965 Personen nach Dänemark. Der Ansturm der Einwanderungswilligen konnte durch den dänischen Staat nicht bewältigt werden. Es kam zu unerlaubten Ansiedlungen und schon nach kurzer Zeit verließen mehrere Familien dieses unfruchtbare Land, einige wurden auch ausgewiesen. Viele von diesen „Ungeduldeten“, wie sie genannt wurden, zogen nach Russland und siedelten sich bei Sankt Petersburg und an der Wolga an. Einige zogen aber auch wieder in ihre deutsche Heimat. Endgültig sesshaft wurden 59 Familien. Die Neubauern und Neubürger hatten zunächst geringe Erfolge zu verzeichnen, die Ernte reichte gerade für die eigene Ernährung und die Arbeit in der Landwirtschaft war hart und beschwerlich. Den ersten brauchbaren umgewandelten Heideboden erlebten einige wenige Familien erst nach fast 100 Jahren erfolgreich im Jahre 1864. Sie hatten mit ihren Familien überstanden und dominierten in den Ortschaften. Noch heute weisen Namen wie Bitsch, Cramer, Dickes, Frank, Hermann oder Ölschläger auf die Kartoffeldeutschen hin.

## Kartoffeldeutsche heute

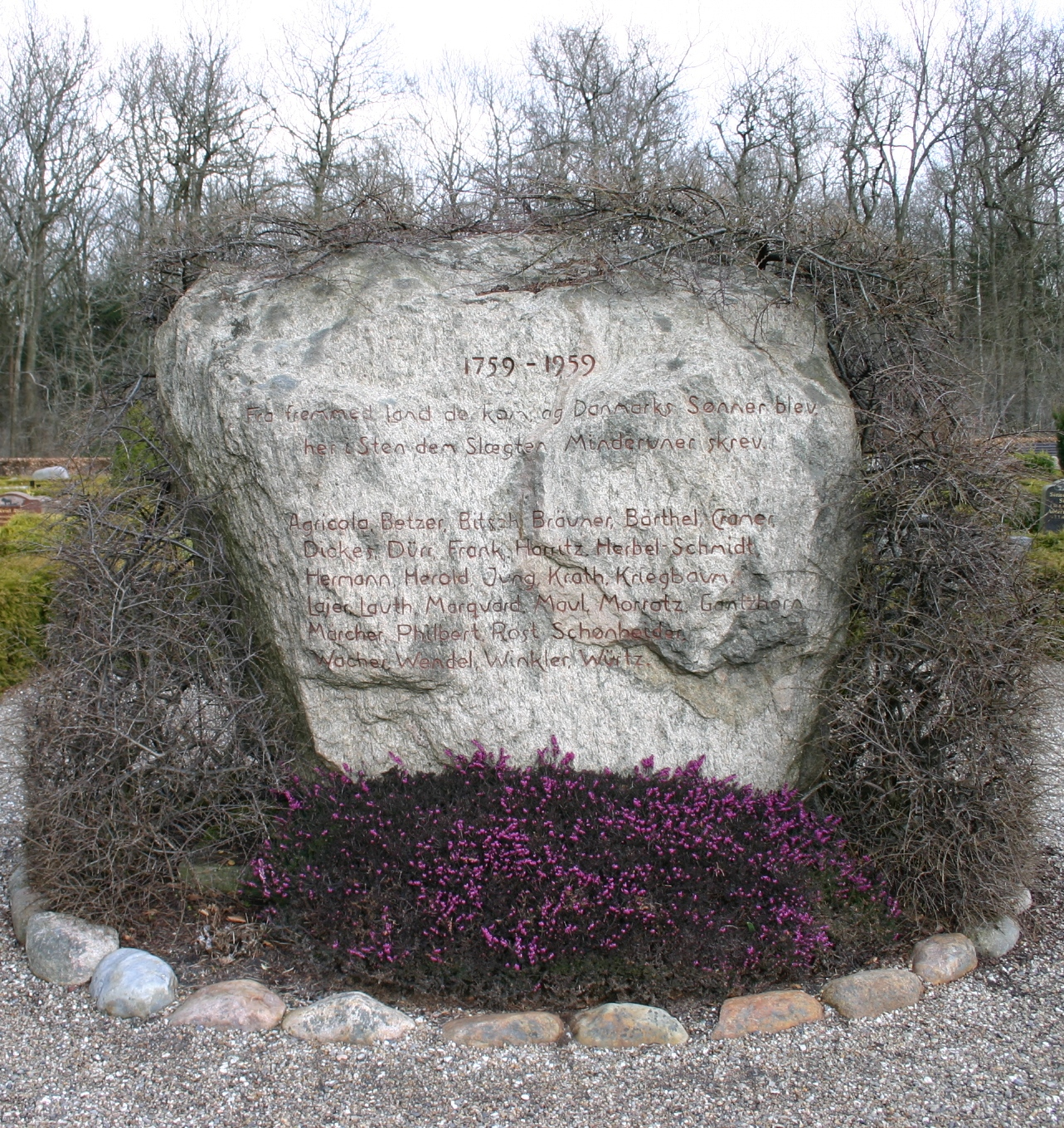
Erinnerungsstein an die ersten Einwanderer in Frederiks

Im Jahr 1852 erklärte die dänische Regierung, dass sie die Höfe bei Alheden nicht länger unterstützen wolle. Die dort Ansässigen konnten frei entscheiden, ob sie die Höfe mit sofortiger Barzahlung erwerben oder als Erbpacht übernehmen wollen. Einige zogen es vor, den eigenen Hof aufzugeben, andere zogen mit ihrer Familie zu ihren Verwandten und wieder andere übernahmen die Höfe. Die Landschaft hat sich bis heute von einer reinen Heidelandschaft in Ackerbau sowie Holz- und Forstwirtschaft verändert. Nur einige Hektar sind noch ursprüngliches Heideland, inmitten dieses Urlandes liegt der Kongenshus Mindepark, ein Erinnerungspark über die Urbarmachung der Heide.
Die ersten Nachkommen blieben zunächst noch 2–3 Generationen untereinander verbunden, sie heirateten und zogen ihre Kinder nach deutschem Muster auf. Die Familien hatten eine Vielzahl an Kindern, die sich zwischen 8 und 10 Nachkommen bewegten. Die Einheirat in ansässige dänische Familien und die Assimilation begann erst um 1800, das lag daran, dass sich nun auch mehrere dänische Bauern im ehemaligen Heideland ansiedelten.
Auch nach erfolgter Assimilation pflegten einige „Kartoffeldeutsche“ weiterhin ihre Traditionen und hielten auch Verbindungen in die „alte Heimat“. In Frederiks hat sich 1985 der Heimatverein der Kartoffeldeutschen gegründet und hält mit noch 29 Familien die Geschichte wach. 1959 wurde die 200. Wiederkehr des Einwanderungsjahres begangen und eine Gedenkfeier abgehalten. 1984, zum 225. Jubiläum, wurde in Frederiks das von einem dänischen Künstler geschaffene Kartoffelmädchen (dänisch: Kartoffelpigen) aufgestellt.
In regelmäßigen Abständen besuchen die Vereinsmitglieder die deutschen Herkunftsstätten und aus Deutschland erfolgen Gegenbesuche, wie zum Beispiel zur 250. Jahresfeier im Jahr 2009.

## Wappen der Kartoffeldeutschen
Das dreigeteilte Wappen zeigt im oberen linken Teil, auf blauem Hintergrund, das Landeswappen Hessens, im unteren linken Teil, auf goldenem Hintergrund, das Wappen Württembergs. Die rechte Hälfte zeigt die Flagge Dänemarks. Im Zentrum steht eine mit Silber hinterlegte Raute mit der Zahl 1759 und einem goldfarbenen Abbild des sogenannten Kartoffelmädchens.

## Film
- King’s Land, Spielfilm über die Kartoffeldeutschen von Nikolaj Arcel (2023)